# Barnett Banks Classic Miami 1973
Il Barnett Banks Classic Miami 1973 è stato un torneo di tennis facente parte del Virginia Slims Circuit 1973. Il torneo si è giocato a Miami negli USA dal 5 all'11 febbraio 1973 su campi in terra rossa.

## Vincitrici

### Singolare
Margaret Court ha battuto in finale  Kerry Melville 4–6, 6–1, 7–5

### Doppio
Françoise Dürr /  Betty Stöve hanno battuto in finale  Rosie Casals /  Billie Jean King 4–6, 6–2, 6–3